# Кућа кловнова
Кућа кловнова (енгл. Clownhouse) је амерички слешер филм из 1989. године у режији и по сценарију Виктора Салве. Нејтан Форест Винтерс, Брајан Макхју и Сем Роквел глуме браћу коју прогоне одбегли душевни болесници прерушени у кловнове, које тумаче Мајкл Џером Вест, Брајан Вајбл и Дејвид Рајнекер.
Премијерно је приказан 1. јуна 1989. године на Филмском фестивалу Санденс, где је номинован за награду жирија. Права су потом купили Vision International и Triumph Releasing Corporation, који су га приказивали у биоскопима од 20. јула 1990. године. Године 2003. дистрибуцију кућних медија је преузео Metro-Goldwyn-Mayer.
Постао је предмет контроверзи након што је Салва осуђен за сексуално злостављање тада 12-годишњег Винтерса током снимања филма. Због овога, прекинута је дистрибуција филма је у домаћим медијима.

## Улоге
| Глумац                | Улога      |
| --------------------- | ---------- |
| Нејтан Форест Винтерс | Кејси      |
| Брајан Макхју         | Џофри      |
| Сем Роквел            | Ренди      |
| Мајкл Џером Вест      | луди Чизо  |
| Брајан Вајбл          | луди Бипо  |
| Дејвид Рајнекер       | луди Дипо  |
| Тимоти Инос           | прави Чизо |
| Френк Дијаманти       | праи Бипо  |
| Карл Хајнц Тојбер     | прави Дипо |
| Вилета Скилман        | мајка      |
| Глорија Белски        | пророчица  |
| Том Мотрам            | водитељ    |